# Партесний концерт

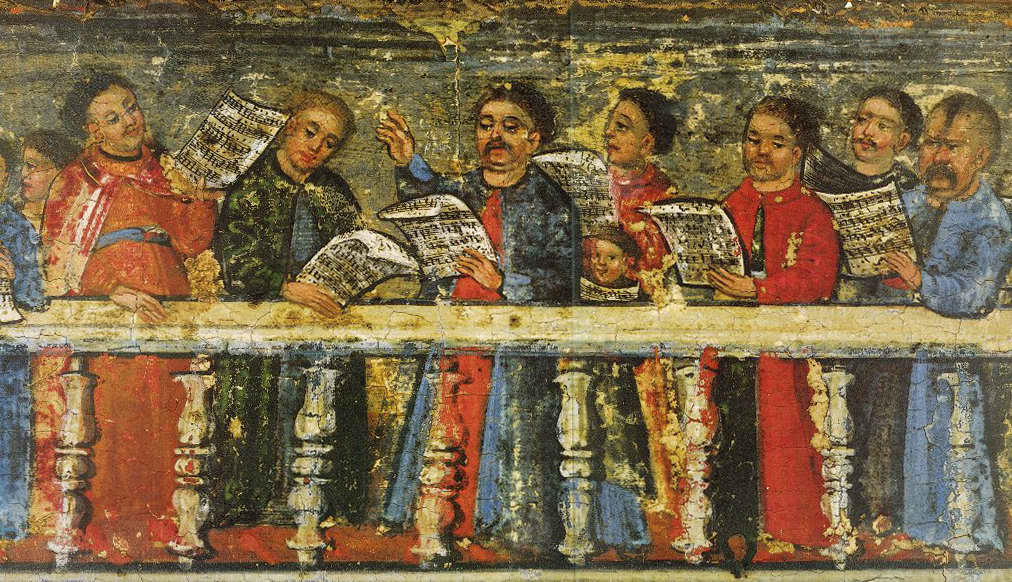
Партесний концерт — остання чверть XVII ст.

Партесний концерт — вокально-ансамблевий музичний жанр XVII — першої половини XVIII століття в руській (українській лише з XIX ст.), білоруській та московській (російській лише з 20-их років XVIII ст.) музиці, побудований на протиставленні-змаганні різних груп вокального ансамблю а капела. Це основний жанр партесного співу в жанровій класифікації партесних творів за способом їхнього виконання (також відомі партесний мотет і партесні твори з постійним багатоголоссям). Відповідно до класифікації Н. О. Герасимової-Персидської, концертами вважаються партесні твори на 8 і більше голосів. Твори, що мають меншу кількість голосів, належать або до партесних мотетів (якщо мають ознаки концертного типу композиції), або до партесних творів із постійним багатоголоссям (притаманні лише російській традиції; відомі лише 3- та 4-голосні зразки постійного багатоголосся).

## Особливості виконання
Вважається, що партесні концерти на всіх етапах розвитку партесного співу виконувалися антифонно, а різні частини хору розміщувалися в різних частинах храму (для восьмиголосих концертів: в одній групі перший дискант, альт тенор і бас, у іншій — другий дискант, альт, тенор і бас).